# فيندينورن
فيندينورن (بالإنجليزية: Wendenhorn)‏ هو أحد جبال سلسلة جبال الألب أوري ويقع في كانتون برن/كانتون أوري في سويسرا. يحتل المرتبة رقم 204 في قائمة جبال سويسرا من حيث الارتفاع، إذ يبلغ ارتفاعه حوالي 3023 متر، بينما يبلغ ارتفاع نتوء الجبل 311 متر، هذا وقد سجل أول وصول لقمة الجبل عام 1884.